# Операция на ООН в Мозамбик
Операцията на ООН в Мозамбик (на английски: United Nation Operation in Mozambique, ONUMOZ) е предприета с резолюция 797/1992 от 16. декември 1992 г. на Съвета за сигурност на ООН. Целта на операцията е да помогне изпълнението на Общото споразумение за мир, подписано на 4. Октомври 1992 г. от президента на Република Мозамбик и президента на партията Национална съпротива на Мозамбик (РЕНАМО). Неразделна част от Споразумението за мир представляват Декларация на правителството на Мозамбик и РЕНАМО за ръководни принципи на хуманитарната помощ (16.07.1992 г.), Съвместна декларация, подписана на 07.08.1992 г. в Рим, Съвместно комюнике от 10. юли 1990 и Споразумението от 1. Декември 1990 г. Формално мандатът на мисията изтича на 9. Декември 1994 г., но тя бива прекратена в края на януари 1995 г.

## Цели
Целите, които ONUMOZ си поставя обхващат четири ключови области: политическа, военна, изборна и хуманитарна, и са както следва:

- Да следи и проверява спазването на примирието, сепаратизма и концентрацията на сили, както и тяхната демобилизация, и събирането, съхранението и унищожаването на оръжия
- Да следи и проверява пълното изтегляне на чуждестранните сили и да гарантира сигурността в транспортните коридори
- Да следи и проверява разформироването на частни и нередовни въоръжени групировки
- Да одобри мерки за сигурност на жизненоважната инфраструктура и да гарантира сигурността на ООН и други международни дейности в подкрепа на мира
- Да осигури техническа помощ и наблюдение на целия изборен процес
- Да координира и контролира операциите за хуманитарна помощ, по-специално тези, свързани с бежанците, вътрешно разселените лица, демобилизирани военни и засегнатото местно население.

## История
Гражданската война (водена между правителството и РЕНАМО в Мозамбик продължава цели 14 години след обявяването на независимостта от Португалия. На 4. Октомври в Рим Йоахим Алберто Хисано, президент на Република Мозамбик и Афонсо Длаками, президент на РЕАНМО, подписват Общо споразумение за мир. В Общото споразумение за мир е предвидена и намесата на ООН, която да следи за изпълнението му, както и да осигури техническа подкрепа за изборите и тяхното наблюдение.
На 9 октомври 1992 г. Генералният секретар на ООН представя пред Съвета за сигурност Доклад с предложение за ролята на ООН в Мозамбик. На 13. Октомври Съветът за сигурност приема резолюция 782/1992, с която приветства Споразумението за мир, и одобрява изпращането както на представител на ООН (Алдо Аджело), така и на 25 военни наблюдатели в Мозамбик.
На 4 ноември 1992 г. специалният представител на ООН назначава Комисия за надзор и мониторинг (CSC). Комисията е председателствана от ООН и първоначално е съставена от делегации на правителството и РЕНАМО и представители от Италия, Франция, Португалия, Обединеното кралство, САЩ и Организацията за африканско единство, като през декември 1992 г. се присъединява и Германия.
На 3 декември 1992 г. генералният секретар представя на Съвета за сигурност своя доклад, в който представя подробен оперативен план за операция на ООН в Мозамбик. На 16. Декември 1992 г. Съветът за сигурност одобрява доклада на генералния секретар (резолюция 797/1992) и създаването на ONUMOZ. Съветът одобрява също и препоръката на генералния секретар да не бъдат провеждани избори докато военните аспекти на Споразумението за мир не бъдат изцяло приложени.

На 14 април Съветът за сигурност с резолюция 818/1993 г. подчертава своята загриженост относно закъснения и трудности, възпрепятстващи мирния процес в Мозамбик. Съветът за сигурност призова правителството на страната и РЕНАМО да приложат разпоредбите на Споразумението за общ мир в срок. На 9. Юли 1993 г. Съветът за сигурност приема резолюция 850/1993, с която приветства напредъка, постигнат при прилагането на Споразумението за общ мир, но изразява и своята загриженост от забавянето на демобилизацията на силите и формирането на нови единни въоръжени сили, както и финализирането на споразуменията относно изборите. Освен това Съветът приканва правителството на Мозамбик и РЕНАМО да се съгласят незабавно с променения график за изпълнение на разпоредбите на Споразумението за Обща мир, основан според преценката на генералния секретар.
На 10 септември 1993 г., генералният секретар информира Съвета за сигурност за подписването на две основни споразумения между правителството на Мозамбик и РЕНАМО на 3 септември. С първото споразумение, правителството и РЕНАМО се съгласяват да интегрират в държавната администрация всички области, които са били управлявани от РЕНАМО. С второто споразумение двете страни се съгласяват да потърсят помощ от страна на ООН, която да наблюдава всички полицейски дейности, да следи за спазването на правата и свободите на гражданите и да окаже техническа подкрепа на Полицейската комисия (COMMPOL), основана със Споразумението от Рим. Предложеният полицейски контингент на ООН ще следи дали полицейските действия отговарят на Общото споразумение за мир. С резолюция 863/1993 Съветът за сигурност отново призовава правителството на Мозамбик и РЕНАМО да продължават дейностите, спазвайки новия график и насърчава двете страни да продължат с директните преговори.
В доклада от 28 януари 1994 г. генералният секретар съобщава, че с развитието на последните политически събития в Мозамбик, фокусът на дейност би следвало да се измести от прекратяване на огъня към мониторинг на полицейските дейности като се следи дали те са в съответствие с Общото споразумение за мир в страната и спазването на граждански права. Така като допълнение към доклада той препоръчва създаването на граждански полицейски компонент (CIVPOL) на ONUMOZ. С резолюция 898/1994 от 23 февруари 1994 г. Съветът за сигурност, по препоръките на генералния секретар, одобрява създаването на полицейски компонент.
Първите многопартийни избори в страната се провеждат през октомври 1994 г. и са наблюдавани от 2300 цивилни наблюдатели, 900 от които са от ООН. Партията ФРЕЛИМО печели както парламентарните, така и президентските избори. Новото правителство встъпва в длъжност на 8. и 9. декември, с което мисията на ONUMOZ е изпълнена, и би следвало да приключи. ONUMOZ обаче продължава да изпълнява функциите си до края на януари 1995 г., когато мисията е официално приключена.

## Дейности на ONUMOZ

### Разполагане на военен контингент
ONUMOZ извършва мащабни оперативни дейности в Мозамбик. Сигурността на коридорите и главните пътища е осигурена от ООН чрез сухопътни и въздушни патрули, както и чрез ескорт на превозни средства и влакове. Осигурена е и сигурността на петролни-помпени станции, летища, складове на ООН, централата на ONUMOZ, временните и постоянни депа за оръжия. Военните наблюдатели следят за нарушения при прекратяването на огъня и помагат при създаването и подготовката на зони за мобилизация на войски.

### Мобилизация и демобилизацията на войски
С Резолюция 882/1993 Съветът за сигурност призовава страните да започнат с мобилизацията и демобилизацията на войски, за да се гарантира завършването на процеса до май 1994 г., както е според графика, подписан от двете страни. На 30 ноември 1993 г. официално започва мобилизацията на войски, като са основани първите 20 (12 за правителството и 8 за РЕНАМО) от общо 49-те места за мобилизация. На 20 декември отварят и 15 допълнителни места за мобилизация. До средата на декември 1993 г. броя на войските на РЕНАМО се изравнява с този на правителствените. Със закъснение на 12 януари започва и демобилизацията на правителствените паравоенни сили и милицията.

### Дейности за прекратяване на огъня
ONUMOZ участва активно и в решаването на случаи на извършени нарушения по време на изпълнение дейностите за прекратяване на огъня. Този вид нарушения обаче са малко на брой и не представляват заплаха за мирния процес. Те могат да бъдат разделени в три категории: незаконно задържане на лица, предполагаемо движение на войски и окупация на нови позиции.

### Мобилизация на Мозамбикски сили за отбрана
На 22 юли 1993 г. Съвместната комисия за формиране на Силите за отбрана на Мозамбик, под председателството на Организацията на обединените нации, одобрява Декларацията от Лисабон, с която Франция, Португалия и Обединеното кралство посочват програма, насочена към подпомагане формирането на нова единна армия. Комисията изпраща 540 служители от правителството и RENAMO за обучение като инструктори за новата армия в Nyanga (Зимбабве).
Съвместната комисия одобрява общо 19 документа, свързани с организацията, работните процедури, униформите, символите и обучението на единни въоръжени сили.

### Изборен процес
На 26 март 1993 г. правителството на Мозамбик изготвя и разпространява до РЕНАМО и други политически партии проект на избирателен закон. На 27 април 1993 г. е организирана конференция за обсъждането на текста на проектозакона. РЕНАМО първоначално отказва да присъства на срещата, изтъквайки като причина малкото време, с което разполага за да се запознае с текста. На конференцията, проведена на 2. Август 1993 г. партиите не успяват да стигнат до споразумение относно текста за състава на Националната Избирателна Комисия и дискусиите биват прекратени. До решение на този въпрос се стига след посещението на генералния секретар на ООН от 17. До 20. Октомври 1993 г. Но в последвалите дискусии се очертават четири други проблемни въпроса.
До консенсус по тези въпроси се стига на 26 ноември 1993. Избирателният закон е одобрен от народното събрание на 9 декември 1993 г. и влиза в сила от 12 януари 1994 г. членовете на Националната избирателна комисия са избрани на 21 януари 1994 г.

### Хуманитарна програма
Основна цел на програмата на ONUMOZ за хуманитарна помощ е да се отговори ефективно на нуждите за реинтеграцията на всички Mozambicans, особено онези, които се връщат обратно в своите общности. По предварителни преценки се очаква около 6 млн. мозамбийци да се върнат за две години, включително около 4 до 4,5 млн. вътрешно разселени лица, както и 1,5 млн. бежанци и 370 хиляди демобилизирани войници и техните близки. Това налага ударението в програмата за хуманитарната помощ да бъде поставено върху реинтеграция и рехабилитация. Основните компоненти на програмата за хуманитарна помощ 1993 – 1994 са: подкрепа за процеса на репатриране, демобилизацията на въоръжените сили, спешна помощ и възстановяване на основни услуги. За изпълнението на тази програма са необходими 616 млн. долара за дванадесетмесечния период от май 1993 до април 1994 година. До края на 1993 г., Службата на Върховния комисар на ООН за бежанците, отчита че повече от половината от 1,5 милиона мозамбикски бежанци са се завърнали в страната. Други 350 000 се очаква да се завърнат до края на 1994 г., а останалите 375 000 се очаква да бъдат репатрирани през 1995 г. До октомври 1994 г. програмата за международна хуманитарна помощ подпомага също презаселването и реинтеграцията на около 3 милиона вътрешно разселени лица и 200 000 бивши бойци и техните близки. Специално внимание се отделя на работата по програмата за реинтеграция на бивши бойци в цивилния живот.
Въпреки че изпълнението на програмите за почистване на минните полета протича бавно, основните трудности са преодолени и още в началото според Националния план за почистване на минните полета ще бъдат почистени 4000 км. от пътищата.